# Moussa Diallo
Moussa Diallo (Pikine, 20 november 1990) is een Belgisch-Senegalese spits die voor RFCB Sprimont speelt.